# ددووو
ددووو (به بلغاری: Dedovo) یک منطقهٔ مسکونی در بلغارستان است که در استان پلوودیو واقع شده‌است.